# 翁厄市镇
翁厄市镇（瑞典語：Ånge kommun）是瑞典北部西诺尔兰省的一个市镇。其治所位于翁厄。